# Distrito Escolar Independiente de Austin

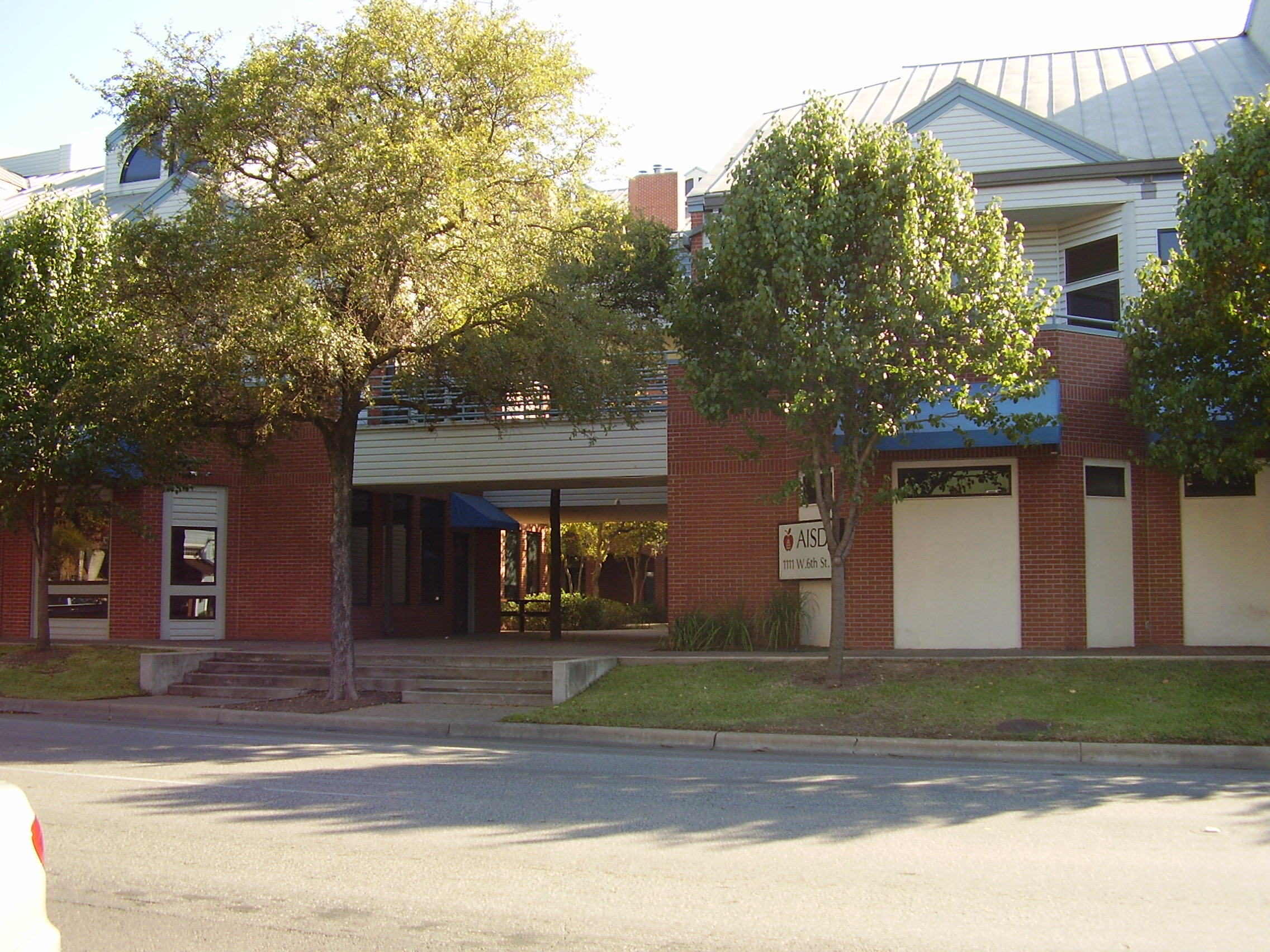
La sede del AISD.

El Distrito Escolar Independiente de Austin (Austin Independent School District o AISD en inglés) es un distrito escolar del estado de Texas, Estados Unidos. El distrito tiene su sede en 1111 West 6th Street en Austin.
El distrito gestiona escuelas en Austin, Sunset Valley, y áreas no incorporadas del Condado de Travis.

## Escuelas
- Escuela Preparatoria Austin
- Escuela para Jóvenes Mujeres Líderes Ann Richards